# Henk Vos (voetballer)
Hendricus (Henk) Johannes Petrus Vos (Wouw, 5 juni 1968) is een voormalig Nederlands profvoetballer. Hij was actief van 1984 tot en met 2009.

## Biografie
Vos begon zijn voetbalcarrière bij PSV, dat hem in het seizoen 1984-1985 uitleende aan RBC Roosendaal. Na een terugkeer bij PSV, waar hij niet tot spelen kwam, vertrok Vos naar Willem II. Hierna speelde hij opnieuw bij RBC en voor FC Eindhoven, voor hij naar België toog. Bij Germinal Ekeren en Standard Luik groeide Vos uit tot een grote speler. In het seizoen 1990-1991 speelde hij een jaar voor het Franse FC Metz, waarna hij terugkeerde naar Standard Luik. Via FC Sochaux kwam hij in 1995 terecht bij Feyenoord. Daar zou hij vier seizoenen lang regelmatig spelen, maar nooit echt een goede indruk achterlaten. Hij kwam ook in het nieuws met opvallende uitspraken, waarin hij supporters onder andere jaloers noemde, omdat zij aan de lopende band niet zoveel verdienden als hij. Het legioen keerde zich dan ook tegen Vos, onder andere met fluitconcerten. Aanvoerder Ronald Koeman moest het in een open brief in diverse dagbladen openlijk opnemen voor Vos, in een poging hem geaccepteerd te krijgen bij de supporters. Toch pikte Vos ook af en toe een doelpunt mee. Zijn beste wedstrijd voor Feyenoord speelde hij in 1997 tijdens de voorronde van de UEFA Champions League tegen FC Jazz, toen hij in de met 6-2 gewonnen wedstrijd tweemaal doel trof. Vos pakte in die wedstrijd echter ook vlak na rust een rode kaart, waarna hij met veel misnoegen het veld verliet.
In 1999 verliet Vos Feyenoord en speelde hij bij FC Den Bosch. Hier beleefde hij een opleving in zijn carrière door iets meer doelpunten te scoren dan in zijn Feyenoord-periode. Het jaar daarop zou hij voor de derde keer in zijn carrière gaan spelen bij RBC Roosendaal, dat zich via de nacompetitie had geplaatst voor de Eredivisie. Vos speelde regelmatig en wist ook elfmaal te scoren, toch kon hij de club niet van degradatie afhouden. Na een seizoen in de Eerste divisie waarin Vos 15 maal scoorde in 26 wedstrijden keerde RBC terug op het hoogste niveau. Vos speelde dat seizoen nog voor de Roosendalers en vertrok daarna naar NAC Breda. Ook NAC verliet hij na één seizoen voor zijn volgende club. Hij ging aan de slag bij TOP Oss, maar na 18 wedstrijden hield hij het voor gezien en keerde hij terug op het oude Belgische nest waar hij eerst tekende bij Nieuwmoer FC in de eerste provinciale Antwerpen, maar uiteindelijk toch op het hoogste niveau kon blijven voetballen bij Germinal Beerschot (voorheen Germinal Ekeren).
Vos wilde aan het eind van het seizoen 2004/2005 een punt achter zijn carrière zetten, maar kon nog bij Racing Mechelen (derde klasse) aan de slag. Meer zelfs, tijdens de winter van 2005-2006 kwam er een telefoontje uit Roosendaal. RBC bezette op dat moment de laatste plaats in de Eredivisie en de club wilde gebruikmaken van de diensten van Vos die daar positief tegenover stond en zich beschikbaar stelde. Racing Mechelen wilde hierbij niet dwarsliggen en liet Vos vertrekken naar de club waar voor hem alles begon. Op vrijdag 8 mei 2009 zette Vos na zijn 600e duel een punt achter zijn actieve loopbaan als profvoetballer.
Vos ging na zijn spelersloopbaan aan de slag als jeugdtrainer bij RBC. Hij ging in januari 2010 spelen bij de Belgische provinciale club KFC Meerle. Hij sloot zich in het seizoen 2010/11 aan bij het derde team van VV De Fendert. Vos was van 2012 tot 2014 spitsentrainer bij FC Dordrecht. Hij kwam in december 2017 tot een mondeling akkoord met RBC over het opvolgen van Danny Mathijssen als hoofdtrainer, na afloop van het seizoen 2017/18.

## Clubstatistieken
| seizoen | club               | land      | competitie                  | duels | goals |
| ------- | ------------------ | --------- | --------------------------- | ----- | ----- |
| 1984/85 | RBC                | Nederland | Eerste divisie              | 12    | 2     |
| 1985/86 | PSV                | Nederland | Eredivisie                  | 0     | 0     |
| 1985/86 | Willem II          | Nederland | Eerste divisie              | 5     | 1     |
| 1986/87 | Willem II          | Nederland | Eerste divisie              | 9     | 0     |
| 1986/87 | RBC                | Nederland | Eerste divisie              | 12    | 6     |
| 1986/87 | FC Eindhoven       | Nederland | Eerste divisie              | 4     | 0     |
| 1987/88 | Germinal Ekeren    | België    | Derde Klasse                | 30    | 13    |
| 1988/89 | Germinal Ekeren    | België    | Tweede Klasse               | 25    | 8     |
| 1989/90 | Germinal Ekeren    | België    | Eerste klasse               | 15    | 9     |
| 1989/90 | Standard Luik      | België    | Eerste klasse               | 14    | 3     |
| 1990/91 | FC Metz            | Frankrijk | Division 1                  | 16    | 2     |
| 1990/91 | Standard Luik      | België    | Eerste klasse               | 10    | 1     |
| 1991/92 | Standard Luik      | België    | Eerste klasse               | 26    | 13    |
| 1992/93 | Standard Luik      | België    | Eerste klasse               | 28    | 6     |
| 1993/94 | FC Sochaux         | Frankrijk | Division 1                  | 33    | 12    |
| 1994/95 | FC Sochaux         | Frankrijk | Division 1                  | 33    | 9     |
| 1995/96 | FC Sochaux         | Frankrijk | Division 1                  | 18    | 5     |
| 1995/96 | Feyenoord          | Nederland | Eredivisie                  | 11    | 3     |
| 1996/97 | Feyenoord          | Nederland | Eredivisie                  | 29    | 6     |
| 1997/98 | Feyenoord          | Nederland | Eredivisie                  | 30    | 3     |
| 1998/99 | Feyenoord          | Nederland | Eredivisie                  | 11    | 3     |
| 1999/00 | Feyenoord          | Nederland | Eredivisie                  | 0     | 0     |
| 1999/00 | FC Den Bosch       | Nederland | Eredivisie                  | 30    | 10    |
| 2000/01 | RBC Roosendaal     | Nederland | Eredivisie                  | 23    | 11    |
| 2001/02 | RBC Roosendaal     | Nederland | Eerste divisie              | 26    | 15    |
| 2002/03 | RBC Roosendaal     | Nederland | Eredivisie                  | 29    | 7     |
| 2003/04 | NAC Breda          | Nederland | Eredivisie                  | 26    | 6     |
| 2004/05 | TOP Oss            | Nederland | Eerste divisie              | 18    | 3     |
| 2004/05 | Nieuwmoer FC       | België    | 1ste Provinciale Antwerpen  | 0     | 0     |
| 2004/05 | Germinal Beerschot | België    | Eerste klasse               | 8     | 2     |
| 2005/06 | Racing Mechelen    | België    | Derde klasse                | 14    | 3     |
| 2005/06 | RBC Roosendaal     | Nederland | Eredivisie                  | 13    | 1     |
| 2006/07 | RBC Roosendaal     | Nederland | Eerste divisie              | 31    | 6     |
| 2007/08 | RBC Roosendaal     | Nederland | Eerste divisie              | 21    | 4     |
| 2008/09 | RBC Roosendaal     | Nederland | Eerste divisie              | 16    | 0     |
| 2009/10 | KFC Meerle         | België    | Provinciale Antwerpen 3 (A) | ?     | ?     |
| Totaal  |                    |           |                             | 626   | 173   |

## Erelijst
Standard Luik
- Beker van België

1993
 Feyenoord
- Nederlands landskampioen

1999
- Johan Cruijff Schaal

1999